# Албай
Албай (тат. Албай) — село в Мамадышском районе Татарстана. Административный центр Албайского сельского поселения.
Расположено на реке Берсут в 42 км к западу от Мамадыша (по автодорогам — 57 км) и в 100 км к востоку от Казани.

## Название
Топоним произошел от антропонима «Албай».

## История
Основано в конце XVII века. До 1920 года входило в состав Шеморбашской волости Мамадышского уезда Казанской губернии. С 1920 года входило в Мамадышский кантон Татарской АССР. С 10 августа 1930 года находилось в Мамадышском, с 10 февраля 1935 года — в Кзыл-Юлдузском, с 26 марта 1959 года — вновь в Мамадышском районе.

## Люди, связанные с селом
В селе родились Герои Советского Союза Максимов И. Т., Москвин М. К., Герой РФ Смирнов Г. С., Герой гражданской войны Домолазов С. В., Герой социалистического труда Иванов И. З..